# Francisco Íñiguez Pérez
Francisco Íñiguez Pérez (Mendoza, Argentina, 1792 - La Serena, Chile, 1831) fue un comerciante y político chileno-argentino. Hijo de Gregorio Íñiguez Pérez de Aguilar y Francisca Zevallos Asiar. Contrajo matrimonio con Mercedes Espinosa del Caso. 
Radicado en Valparaíso, se dedicó al comercio mercante (1814), y en 1816 se trasladó a La Serena.
Elegido diputado representante de San Fernando (1824-1825).
Fue elegido diputado suplente por Elqui, en las Asambleas Provinciales de 1825, Asamblea Provincial de Coquimbo, desde el 26 de junio de 1825 hasta el 12 de noviembre de 1826.
Falleció en 1831 en La Serena. 